# 빈첸트 크리히마이어
빈첸트 크리히마이어(독일어: Vincent Kriechmayr, 1991년 10월 1일~)는 오스트리아의 알파인 스키 선수이다. 2018년과 2022년 동계 올림픽에 오스트리아 국가대표로 참가했으며 세계 선수권 대회에서 금메달 2개, 은메달 1개, 동메달 1개를 획득했다.